# YouTube創作者獎

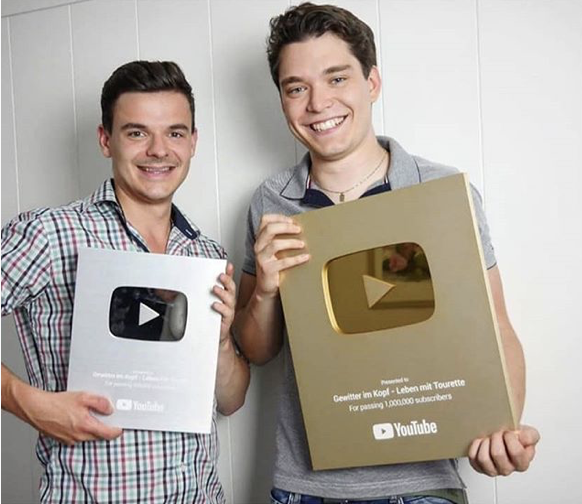
扬·齐默尔曼（左）和蒂姆·莱曼（右）举着Gewitter im Kopf-Leben mit Tourette频道的金银创作奖

YouTube創作者獎（英語：YouTube Creator Awards），俗稱YouTube播放按鈕，是影音網站YouTube設立的獎項，旨在表揚受歡迎的頻道。這個獎項是依據頻道訂閱數決定的，但並不是只要達到特定訂閱數就必定得獎，YouTube有決定是否授獎的權力。每個頻道在獲獎前都會經過審查，以確保該頻道符合YouTube社群規範。YouTube不曾將這個獎頒授給會令人反感的頻道，也不頒授給政治性的頻道。

## 福利和獎項

### 福利
這些級別不會有實體的獎勵，但會有其它好處：
- 石墨級，訂閱數介於1到1千人的創作者。
- 蛋白石級，訂閱數介於1千到1萬人以下的創作者。遊戲頻道的訂閱數必須超過1千才可開啟頻道會員功能。[4]
- 黃銅級，訂閱數介於1萬到10萬人以下的創作者。享有YouTube製片廠推出的各項福利，也可以參加 YouTube NextUp大賽。[5]

### 獎項
當通過驗證的YouTube頻道達到特定的訂閱數，且有資格獲得YouTube創作者獎，會被授予一個金屬獎牌，上面印有YouTube播放按鈕符號，獎牌的尺寸各有不同，高訂閱數的獎牌尺寸較大。
常見的獎牌的等級有三種，而更高等級的獎牌只有少數頻道獲得：
- 訂閱數超過10萬的頻道會被授予白銀創作者獎，舊版的獎牌是以鍍鎳白銅合金打造[7]。而截至2017年3月1日的新版本，裡面含有92%的鎳，5%的碳、2.5%的鋅，以及其他金屬[8]。2018年3月，白銀獎牌的設計變更，使它更不易受損，外觀更簡潔也更扁平[9]。而達到這個級別的頻道也有資格申請數位驗證。[10]
- 訂閱數超過100萬的頻道會被授予鑠金創作者獎，獎牌以鍍金黃銅打造。[7]
- 訂閱數超過1000萬的頻道會被授予鑽石創作者獎，是以鍍銀金屬製成。外觀設計與白銀、鑠金有別，是一個大型的透明按鈕[11][12]。截至2021年5月，有868個頻道達到這個等級。[13]
- 訂閱數超過5000萬的頻道會被授予客製創作者獎，這個獎項並沒有列在Youtube的創作者獎頁面，而每個創作者的顏色會有所不同：例如，T-Series獲得了無色獎，而Blackpink獲得了粉紅色底座上的黑色獎。帶有匕首(†)符號的頻道代表已向公眾公開了他們的自定義創作者獎。截至2021年7月，有27個頻道達到這個級別，包括：[13]

1. PewDiePie† (December 8, 2016)[14][15][16]
2. T-Series† (June 27, 2018)[17]
3. 5-Minute Crafts (February 21, 2019)[18]
4. Cocomelon (June 7, 2019)[19]
5. SET India (June 20, 2019)
6. Canal Kondzilla† (June 21, 2019)[20]
7. WWE (October 24, 2019)
8. Justin Bieber (February 3, 2020)
9. Zee Music Company (February 7, 2020)
10. Like Nastya Vlog (March 13, 2020)
11. Dude Perfect (March 24, 2020)
12. Kids Diana Show (March 30, 2020)
13. Vlad and Niki (August 18, 2020)
14. Zee TV (September 2, 2020)
15. Blackpink† (October 4, 2020)[21]
16. Marshmello (November 22, 2020)
17. MrBeast†  (January 3, 2021)[22][a]
18. HYBE LABELS (January 9, 2021)
19. Goldmines Telefilms (February 27, 2021)
20. Movieclips (February 27, 2021)
21. Shemaroo Filmi Gaane (March 27, 2021)
22. Sony SAB (May 2, 2021)
23. BangtanTV (May 21, 2021)
24. Pinkfong† (June 29, 2021)[23]
25. ChuChu TV (July 21, 2021)
26. Ariana Grande (October 28, 2021)
27. Ed Sheeran (November 13, 2021)

- 紅鑽石創作者獎授予訂閱數超過1億的頻道，截至2022年為止，只有T-Series[24]、PewDiePie[25]、Cocomelon、MrBeast[26]、Kids Diana Show和Like Nastya擁有。

## 批評
因為獎項取決於訂閱數，在Techcrunch一篇2019年10月的文章中指出這個數字可以透過軟體代理程式（俗稱機器人）充高訂閱數。

## 備註
1. ↑  雖然MrBeast的定製創作者獎沒有被證實來自YouTube，但它被列在社會獎網站上。

## 外部連結
- 官方网站